# Forte de São João (Praia da Vitória)

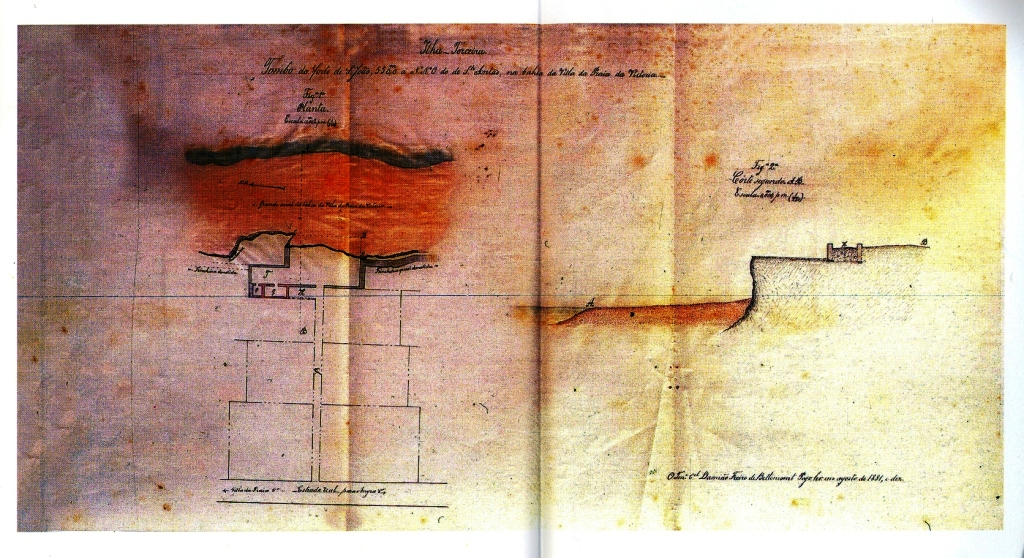
Planta do Forte de São João (Damião Pego, Agosto de 1881).

O Forte de São João da Praia da Vitória localizava-se na freguesia de Santa Cruz, no concelho da Praia da Vitória, na ilha Terceira, nos Açores.
Em posição dominante sobre este trecho do litoral, constituiu-se em uma fortificação destinada à defesa deste ancoradouro e do antigo canal de acesso ao Paul, contra os ataques de piratas e corsários, outrora frequentes nesta região do oceano Atlântico. Erguia-se a nor-nordeste, aproximamente a 550 metros do Forte de Santo Antão, cruzando fogos com ele e com o Forte das Chagas.

## História
Terá sido edificado no contexto da crise de sucessão de 1580, em 1581, por determinação do então corregedor dos Açores, Ciprião de Figueiredo e Vasconcelos, conforme o plano de defesa da ilha elaborado por Tommaso Benedetto.
Danificado pelo tempo e pelas intempéries, foi restaurado ou reedificado pelo então Capitão-general dos Açores, general Francisco António de Araújo e Azevedo, entre 1818 e 1820.
Não de conhecem, entretanto, referências a esta fortificação anteriores à ação de Araújo e Azevedo, o que leva a acreditar que tenha sido efetivamente erguido entre 1818 e 1819, por determinação daquele Capitão-general, sob a orientação do Engenheiro Militar José Rodrigo de Almeida, à época coronel de Milícias da Vila da Praia.
No contexto da Guerra Civil Portuguesa (1828-1834), teve parte ativa na Batalha da Praia (11 de agosto de 1829) contra as forças de Miguel I de Portugal. Na ocasião encontrava-se sob o comando do artilheiro voluntário José Paulo Machado, natural da vila da Praia, que dispunha de apenas uma peça montada e de uma guarnição de quatro artilheiros de costa, um artilheiro de linha, três caçadores do Batalhão nº 5 e seis soldados de infantaria, tendo causado extensos danos aos atacantes.
A "Relação" do marechal de campo Barão de Bastos em 1862 informa que se encontrava em bom estado.
Foi severamente danificado por uma grande intempérie no ano de 1870, que solapando a escarpa em que se assentava, causou-lhe a derrocada parcial dos muros.
Quando do tombo de 1881, foi encontrado em mau estado, aos cuidados de um sargento reformado o qual, como forma de pagamento, ficava com o usufruto do terreno. Parte da sua muralha voltada para o mar já havia desaparecido, vítima da erosão marinha a partir dos grandes temporais de 1870. Por não mais apresentar utilidade militar, foi proposto para arrendamento juntamente com outros fortes da ilha numa relação enviada ao inspector de engenharia da 5ª Divisão Militar, no dia 20 de Agosto de 1881.
Fez também parte de uma relação enviada ao Delegado da Comarca da Praia da Vitória enviada em 18 de agosto do mesmo ano informando a Câmara Municipal da Praia da Vitória que esta deveria cuidar do caminho de aceso ao respectivo forte.
No contexto da Segunda Guerra Mundial recebeu plataformas de radar, destruídas no final do século XX.
Esta estrutura não chegou até aos nossos dias.

## Características
Em alvenaria de pedra, estava assente sobre uma escarpa rochosa e apresentava planta poligonal irregular, com uma área total de 308,60 metros quadrados (forte e dependências). Em seus muros rasgavam-se quatro canhoneiras, guarnecidas por quatro peças de artilharia, duas montadas sobre carretas pelo lado do mar, e duas jogando à barbeta, nos vértices.
De acordo com o Tombo dos Fortes da Ilha Terceira, em 1881 possuía uma casa destinada à guarda e um paiol, ambas adossadas pelo exterior, e que apresentavam telhado, tarimbas e portas. O seu recinto era lajeado em cantaria de pedra.
Possuía anexo um terreno de cultivo, para a subsistência da guarnição. Era acedido por um caminho em terras de particulares. Registra-se que, pelo fato do terreno do forte nunca ter sido murado, sempre houve confusão entre as mesmas e as dos particulares, seus vizinhos.